# 道南漁火鐵道
道南漁火鐵道株式會社（日语：／ Dōnan Isaribi Tetsudō Kabushiki Kaisha */?），簡稱道南漁火鐵道，是一家日本北海道的第三部門鐵路經營者，總部設於函館市若松町、JR北海道函館支社旁邊。是因應JR北海道於2016年3月26日運營北海道新幹線時，接收原位於道內江差線的線道、車站及周邊設備而成立。公司當初的資本金全由道廳及沿線的自治政府出資，合共2億4000萬日圓，隨後獲日本貨物鐵道（JR貨物）及北連農業協同組合連合會等注資，使資本金增至4億6,600萬日圓。

## 營運路線
| 記號 | 中文線名       | 日文線名 | 起點          | 終點           | 距離（公里） |
| ---- | -------------- | -------- | ------------- | -------------- | ------------ |
| sh   | 道南漁火鐵道線 |          | 五稜郭（H74） | 木古內（sh01） | 37.8         |

此線即原本JR北海道營運的江差線路段（不包含已停駛廢線的部份），共設12個車站。接手後沿用原來的營運模式，所有班次均會直通運行直接駛入JR函館本線至函館站。JR北海道亦答應將使用中的9輛Kiha40型1700番台柴油車無償轉讓於道南漁火鐵道，並容許共同使用函館運輸所內的維修設備，以及繼續使用原有的列車指令系統。
將來，隨著北海道新幹線伸延至札幌站，道南漁火鐵道有機會接管函館本線道南路段。

## 名稱由來
於2014年10月至11月由民間公開召募的六千多份提名中，最終選出（漁火）為名稱，代表沿線海岸捕捉烏賊的漁船，發出微弱的燈光下幻化為漁火般的模樣。

## 歷史
道南漁火鐵道是因應JR北海道於2016年3月26日開通北海道新幹線，為了接收位於道南的並行在來線--江差線的線道、車站及周邊設備運營而成立。相關應對自2005年開始，2014年正式成立「北海道道南地域並行在來線準備株式會社」，隔年1月正式將名稱定為「道南漁火鐵道」。2016年3月26日北海道新幹線開通後，道南漁火鐵道開始正式營運道南漁火鐵道線。
- 2005年7月21日：成立「北海道道南地域並行在來線對策協議會」。
- 2006年11月：為探討第三部門鐵路的運營模式，於其他縣進行相關的調查。
- 2012年5月23日：於第9回「北海道道南地域並行來線對策協議會」大會中，正式將名稱改為「道南地域（五稜郭・木古內間）第三部門鐵道開業準備協議會」。
- 2014年：

- 8月1日：正式成立「北海道道南地域並行在來線準備株式會社」。
- 10月1日至11月23日：進行會社名稱公開召募。
- 12月24日：正式公佈會社名稱命名為「道南漁火鐵道」。

- 2015年：

- 1月1日：正式使用「道南漁火鐵道」。
- 3月2日：JR北海道正式向國土交通省提出江差線廢止請求。
- 3月22日：公佈會社標記，同日於五稜郭塔舉行發表會及會社命名頒獎禮。
- 3月27日：正式向國土交通省提出第一種鐵道事業申請許可。
- 6月22日：首任社長荒川裕生（北海道副知事）辭任。由前函館市農林水產部長小上一郎接任。
- 6月29日：國土交通省批准道南漁火鐵道對江差線的第一種鐵道事業申請許可。
- 8月1日：本社由札幌市北海道廳內遷置至函館市若松町。
- 10月26日：向國土交通省北海道運輸局上呈了旅客運賃上限設定認可申請。
- 12月21日：國土交通省批准旅客運賃上限設定認可申請。

- 2016年：

- 3月26日：江差線由JR北海道轉易至道南漁火鐵道，正式營運。
- 4月19日：因着道內發生鐵道事故時的考量，道消防機關、JR北海道及道南漁火鐵道簽定三方協議。如在鐵路範圍發生事故，可透過機制直接尋求消防機關的協助。

- 2017年：

- 3月4日：首度實施時間表改正。
- 9月29日：與秋田內陸縱貫鐵道結成「鐵道觀光友好協定」。
- 10月1日：與北海道、北斗市、函館市、木古內町及日本旅行結成「道南漁火鐵道促進利用及道南地域觀光振興等相関協定」。

## 車費
2015年10月26日，道南漁火鐵道向國土交通省北海道運輸局上呈了旅客運賃上限設定認可申請。接手後的平均車費將為現時的1.3倍，同年12月21日獲得批准。
| 距離    | 2016年開業時的車費 （日圓） | 2016年JR的車費 （日圓） | 差距（日圓）（百分比） |
| ------- | --------------------------- | ----------------------- | ---------------------- |
| 最初2km | 190                         | 170                     | 20 (11.8)              |
| 3-5km   | 220                         | 3km 內 170              | 50 (29.4)              |
| 3-5km   | 220                         | 4-5km 210               | 10 (4.7)               |
| 6-7km   | 260                         | 230                     | 30 (13.0)              |
| 8-10km  | 300                         | 230                     | 70 (30.4)              |
| 11-15km | 340                         | 260                     | 80 (30.8)              |
| 16-20km | 470                         | 360                     | 110 (30.6)             |
| 21-23km | 590                         | 450                     | 140 (31.1)             |
| 24-28km | 700                         | 540                     | 160 (29.6)             |
| 29-32km | 830                         | 640                     | 190 (29.7)             |
| 33-38km | 960                         | 33-35km 740             | 220 (29.7)             |
| 33-38km | 960                         | 38km 內 840             | 120 (14.3)             |

## 其他
配合新幹線的路網成長，以及JR尋求廢除盈利狀況不佳之在來線，日本全國各地有越來越多改成第三部門鐵路公司方式經營的在來線路線。其中，道南漁火鐵道是北海道境內第二家成立的第三部門鐵道業者。然而由於第一家成立的北海道池北高原鐵道（經營原日本國鐵北見線）已在2006年時結束營業，使得道南漁火鐵道成為目前北海道唯一一家第三部門鐵路公司。

## 外部連結
- 道南漁火鐵道公式網站 （页面存档备份，存于）（日語）